# NEN 3140
De NEN 3140, "Bedrijfsvoering van elektrische installaties - Laagspanning", is de Nederlandse norm (NEN) voor veilige bedrijfsvoering van werkzaamheden nabij, aan of met elektrische objecten in het laagspanningsgebied. Per juli 2019 is de NEN 3140+A3:2019 van kracht.
Het toepassingsgebied is elektrische installaties, machines en gereedschappen. Toegepast in fabrieken, kantoren,  bouwplaatsen, schepen enzovoorts. Het betreft hier spanningen van ten hoogste 1000 volt wisselspanning en 1500 volt gelijkspanning.
De NEN 3140:1998 was de Nederlandse aanvulling op de Algemene bepalingen van de (Europese) norm NEN-EN 50110. In de bundel "Bedrijfsvoering van elektrische installaties 1998" zijn deze normen samengevoegd. Hierdoor zijn zij praktisch werkbaar op het terrein van laagspanning. Voor het hoogspanningsgebied is de NEN 3840 samen met de NEN-EN 50110 van toepassing.

Uitgaven van de norm NEN3140 zijn er geweest in de jaren 1963, 1998, 2011, 2015, 2018 en 2019.

## Arbeidsomstandighedenwet
Werken met of aan elektrische objecten brengt een zeker risico met zich mee. Een elektrische schok, elektrische verbranding, vlambogen, brand en ontploffing kunnen letsel veroorzaken.
Bedrijven en instellingen met personeel in dienst moeten ervoor zorgen dat er veilig gewerkt kan worden. Een bedrijf of instelling zonder personeel maar waar een derde in contact kan komen met de elektrische objecten moet ook voldoen aan een veilige werkplek. De NEN 3140 wordt door de Nederlandse Arbeidsinspectie (NLA) beschouwd als een invulling van de wettelijke verplichtingen van onder ander artikel 3.5 van het arbeidsomstandighedenbesluit. De verwijzing naar normen staat niet meer in de arbeidsomstandighedenregeling. 
Werknemers dienen zich hieraan te houden. Werkgevers dienen aan te tonen dat alles in het werk gesteld is dit mogelijk te maken. De norm gaat primair over werkprocedures. Daarnaast moeten er ook inspecties worden uitgevoerd. Werkgevers moeten hun elektrische objecten periodiek aan een keuring onderwerpen. Keuringen worden uitgevoerd door speciaal daarvoor opgeleide personen.
In Duitsland gelden naast de EN 50110 hun VDE-normen (Duitstalig) (VDE-normen Engelstalig). België volgt alleen de norm EN 50110, maar heeft vooral veel in de wet opgenomen (o.a. het AREI).

## Keuringstermijnen inspecties

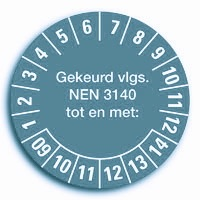
NEN 3140 keuringssticker

Het interval van de inspecties, de zogenaamde keuringstermijn, wordt bepaald door de installatieverantwoordelijke (de IV’er) van een bedrijf en die doet dat aan de hand van de van toepassing zijnde tabel uit de NEN 3140. De IV’er moet dit op papier vastleggen. Wat gaat gebeuren en wanneer wordt ook beschreven. De berekeningen kunnen per bedrijf zeer sterk verschillen. Gemiddeld is de uitkomst,
- bedrijfsinstallaties eens in de 5 jaar,
- grote machines afhankelijk van het gebruik: 1 tot enkele jaren,
- kantoormaterieel zoals computerapparatuur: 3 jaar, maar indien het berekende risico een bepaalde waarde – zoals te berekenen in de tabel van de norm – niet te boven gaat, kan onder voorwaarden in een vastgesteld termijn met een visuele inspectie of een steekproef worden volstaan.
- elektrische arbeidsmiddelen -waar deze zich ook bevinden, in een werkplaats, keuken, kantine, gereedschapskoffer of klussenbus- elk jaar. Bij intensief gebruik kan de termijn korter zijn.

Elektrische arbeidsmiddelen zijn bijvoorbeeld: boormachines, koffiezetapparaten, koelkasten, haakse slijpers, verlengsnoeren, stofzuigers, magnetrons, haarföhns, tafelcontactdozen, soldeerbouten, laders van accuboormachines, haspels, verlengkabels, zaagmachines en ovens. Populair gezegd: alles waar een stekker aan zit, zowel 230 volt als 400 volt.